# Backfäbodtjärnen
Backfäbodtjärnen är en sjö i Sundsvalls kommun i Medelpad och ingår i Indalsälvens huvudavrinningsområde. Sjön är 7,2 meter djup, har en yta på 0,221 kvadratkilometer och är belägen 257,6 meter över havet. Sjön avvattnas av vattendraget Bodackbäcken. Vid provfiske har abborre, elritsa, röding och öring fångats i sjön.

## Delavrinningsområde
Backfäbodtjärnen ingår i det delavrinningsområde (695541-155532) som SMHI kallar för Utloppet av Dacksjön. Medelhöjden är 318 meter över havet och ytan är 14,77 kvadratkilometer. Det finns inga avrinningsområden uppströms utan avrinningsområdet är högsta punkten. Bodackbäcken som avvattnar avrinningsområdet har biflödesordning 2, vilket innebär att vattnet flödar genom totalt 2 vattendrag innan det når havet efter 55 kilometer. Avrinningsområdet består mestadels av skog (89 procent). Avrinningsområdet har 0,54 kvadratkilometer vattenytor vilket ger det en sjöprocent på 3,6 procent.